# Угода Павелича — Стоядиновича

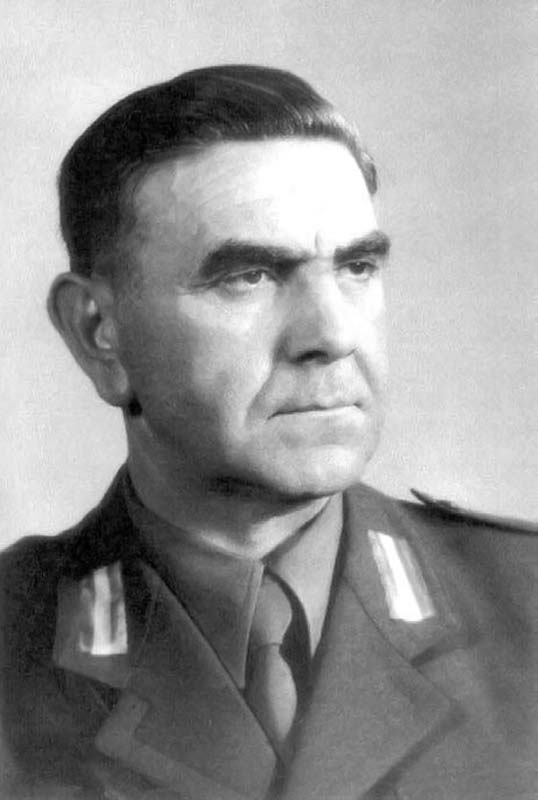
Анте Павелич

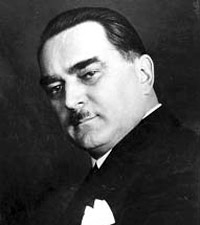
Мілан Стоядинович

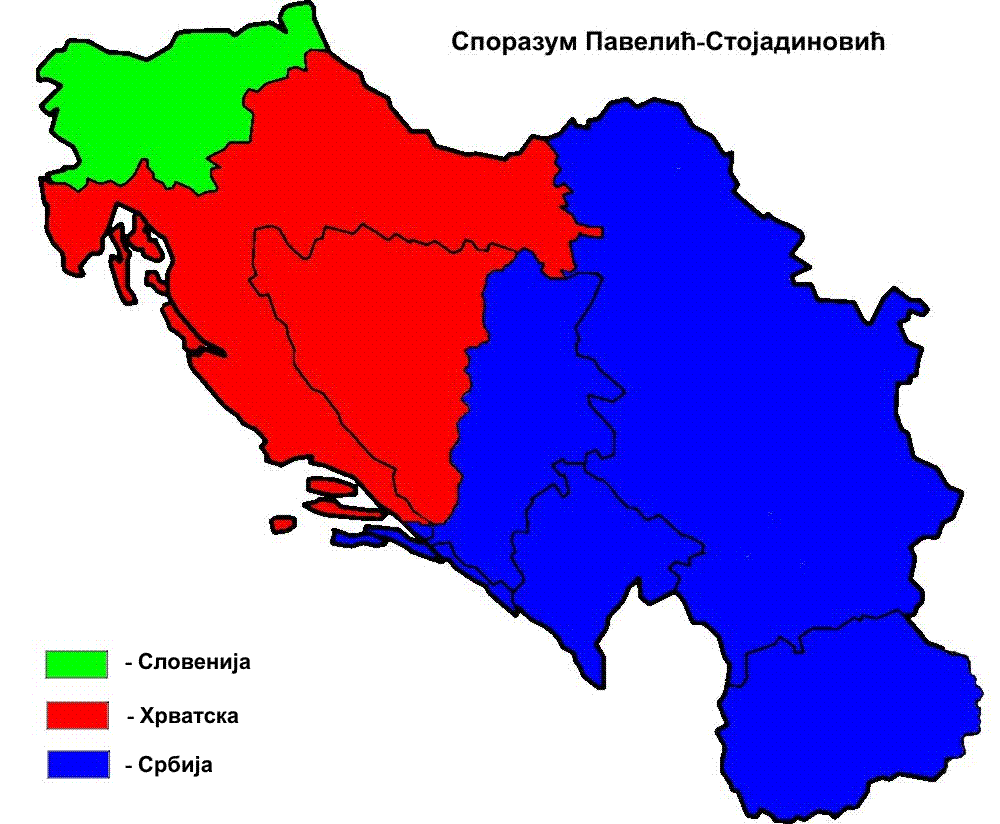
Карта угоди Павелича — Стоядиновича з передбаченими нею кордонами югославських республік

Угода Павелича — Стоядиновича (хорв. Sporazum Pavelić-Stojadinović, серб. кир.: Споразум Павелић-Стојадиновић) — політична угода між колишнім поглавником Незалежної Держави Хорватії Анте Павеличем та колишнім прем'єр-міністром Королівства Югославія доктором Міланом Стоядиновичем. Підписана наприкінці 1954 року в Буенос-Айресі (Аргентина).

## Передісторія
Після Другої світової війни колишній прем'єр-міністр Королівства Югославії (1935—1939) Мілан Стоядинович емігрував і з 1948 року жив і працював в Аргентині, де також оселився Анте Павелич. 1953 року він дав інтерв'ю хорватському емігрантському часопису Izbor, у якому виступив за мирний демонтаж Югославії, у чому вбачав спосіб «нарешті покласти край взаємному знищенню, адже серби і хорвати жили в окремих державах протягом сотень років і завжди в найкращій дружбі, і я впевнений, що ми знову обернемося одне до одного і допомагатимемо одне одному в обороні спільних інтересів». 1954 року він вступив у тісні — навіть дружні — стосунки з Анте Павеличем, який виказував певну готовність домовитися про розділ Югославії, де б Хорватія на додачу до території сучасної Республіки Хорватія дістала приблизно дві третини Боснії та Герцеговини.
У міжнародних обставинах, коли можливість швидкого падіння комуністичного режиму в Югославії здавалася ймовірною, Стоядинович і Павелич почали перемовини про спільне сербсько-хорватське звернення до західних держав.

## Положення угоди
Угода передбачала розвал Другої Югославії (на той час ФНРЮ) та її розпад на три незалежні держави: Словенію, Хорватію і Сербію.
Павелич і Стоядинович захищали цей антикомуністичний союз у хорватськомовній та сербськомовній емігрантській пресі (обидві еміграції не визнавали законності режиму Тіто в комуністичній Югославії) як нову сербсько-хорватську угоду на заміну застарілій від 1939 року, яку підписували Владко Мачек і Драгіша Цветкович.

### Кордони
Згідно з цією угодою, кордон між Словенією та Хорватією залишено таким, як той, що вже існував у ФНРЮ, оскільки угода стосувалася сербсько-хорватських відносин і не торкалася словенського питання. Кордон Сербії та Хорватії з півночі на південь між Хорватією та Сербією був би таким: відрізок до річки Сава і кордону з СР Боснія і Герцеговина мав збігатися з уже наявним між СР Хорватією та СР Сербією (САК Воєводина). Далі кордон мав проходити по річці Сава від її гирла і до річки Босна. Потім кордон повинен був пролягати вздовж річки Босна, а далі в її пониззі гірськими вершинами до початку нижньої течії Неретви, а потім по цій течії до Адріатичного моря. Таким чином, Боснійська Країна відходила Хорватії, тоді як більша частина центральної Боснії вкупі зі східною, а також східна Герцеговина та південна Далмація потрапляла до складу Сербії (включно з Сараєвом і Дубровником).
Угода передбачала мирне переселення (з обміном майном) усіх сербів, які опиняться у межах нової розширеної за угодою Хорватії, і всіх хорватів у тодішньому розумінні (тобто включаючи босняків, національність яких тоді не визнавали), які опиняться у межах такої нової Сербії (всі носії тогочасної офіційної сербськохорватської мови мусульманського віросповідання приймалися за хорватів; це означало, що і слов'янські мусульмани сучасної Сербії та Чорногорії були б на підставі угоди обміняні на сербів).
Югославська Македонія не згадувалась, але можна припустити, що Стоядинович уявляв її в рамках Сербії.

## Реакція на угоду
Угода Павелича — Стоядиновича викликала шалену негативну реакцію з боку як хорватської, так і сербської еміграції, а також комуністичного режиму Тіто в Югославії.
Усташівська еміграція критикувала свого колишнього вождя за те, що він відмовився від Дрини — історичного, за їхніми словами,  хорватського кордону, про що свідчив відомий клич:
|  | — Аж до Дрини! |

Те, що Павелич відступив Сербії частину Срему, Боснії, Герцеговини та Далмації, порівнювалося в усташівській емігрантській пресі зі здачею частини Далмації Італії 1941 року. І цей крок для затятих усташів означав національну зраду.
Обох учасників угоди оголосили національними зрадниками, а Тіто вважав угоду нікчемною, оскільки ні Павелич, ні Стоядинович більше не мали жодної влади. Він назвав її «рахунком без корчмаря», і будь-яка згадка про неї щезла з усіх югославських ЗМІ.